# آی-لیگ
آی-لیگ (انگلیسی: I-League) یا نام سابق لیگ فوتبال ملی بالاترین سطح مسابقات فوتبال در کشور هند است.
این لیگ که از سال ۲۰۰۷ به این نام شناخته می‌شود با ۱۱ تیم برگزار می‌شود.

## قهرمانی بر پایه باشگاه
| باشگاه                     | قهرمانی | نایب قهرمانی | جایگاه سوم | فصل‌های قهرمانی          | فصل‌های نایب قهرمانی                | فصل‌های جایگاه سوم         |
| -------------------------- | ------- | ------------ | ---------- | ----------------------- | ---------------------------------- | ------------------------- |
| باشگاه فوتبال دمپو         | ۳       | ۰            | ۱          | ۲۰۰۷–۰۸٬۲۰۰۹–۱۰٬۲۰۱۱–۱۲ |                                    | ۲۰۱۰–۱۱                   |
| باشگاه فوتبال چرچیل برادرز | ۲       | ۲            | ۱          | ۲۰۰۸–۰۹, ۲۰۱۲–۱۳        | ۲۰۰۷–۰۸, ۲۰۰۹–۱۰                   | ۲۰۱۱–۱۲                   |
| باشگاه فوتبال بنگالورو     | ۲       | ۱            | ۰          | ۲۰۱۳–۱۴, ۲۰۱۵–۱۶        | ۲۰۱۴–۱۵                            |                           |
| باشگاه ورزشی موهان باگان   | ۱       | ۳            | ۱          | ۲۰۱۴–۱۵                 | ۲۰۰۸–۰۹, ۲۰۱۵–۱۶, ۲۰۱۶–۱۷          | ۲۰۱۷–۱۸                   |
| باشگاه فوتبال سالگائوکار   | ۱       | ۰            | ۱          | ۲۰۱۰–۱۱                 |                                    | ۲۰۱۳–۱۴                   |
| باشگاه فوتبال آیزول        | ۱       | ۰            | ۰          | ۲۰۱۶–۱۷                 |                                    |                           |
| باشگاه فوتبال پنجاب        | ۱       | ۰            | ۰          | ۲۰۱۷–۱۸                 |                                    |                           |
| باشگاه فوتبال چنای سیتی    | ۱       | ۰            | ۰          | ۲۰۱۸–۱۹                 |                                    |                           |
| باشگاه فوتبال بنگال شرقی   | ۰       | ۴            | ۳          |                         | ۲۰۱۰–۱۱, ۲۰۱۱–۱۲, ۲۰۱۳–۱۴, ۲۰۱۸–۱۹ | ۲۰۱۲–۱۳, ۲۰۱۵–۱۶, ۲۰۱۶–۱۷ |
| باشگاه فوتبال پونه         | ۰       | ۱            | ۱          |                         | ۲۰۱۲–۱۳                            | ۲۰۰۹–۱۰                   |
| NEROCA                     | ۰       | ۱            | ۰          |                         | ۲۰۱۷–۱۸                            |                           |
| باشگاه فوتبال جی سی تی     | ۰       | ۰            | ۱          |                         |                                    | ۲۰۰۷–۰۸                   |
| Sporting Goa               | ۰       | ۰            | ۱          |                         |                                    | ۲۰۰۸–۰۹                   |
| Royal Wahingdoh            | ۰       | ۰            | ۱          |                         |                                    | ۲۰۱۴–۱۵                   |
| Real Kashmir               | ۰       | ۰            | ۱          |                         |                                    | ۲۰۱۸–۱۹                   |

- درشت در فصل کنونی آی لیگ بازی می کند.